# دومینیک راو
دومینیک راو (انگلیسی: Dominic Rau؛ زادهٔ ۲۹ نوامبر ۱۹۹۰) بازیکن فوتبال اهل آلمان است.
از باشگاه‌هایی که در آن بازی کرده‌است می‌توان به باشگاه فوتبال ارتسگبیرگ آئو و باشگاه فوتبال هالشر اشاره کرد.